# تایک (فیل)
تایک (به انگلیسی: Tyke) (زادهٔ ۱۹۷۳ – درگذشتهٔ ۲۰ اوت ۱۹۹۴) یک فیل بیشه آفریقایی از موزامبیک بود که در سیرکی در هونولولوی هاوایی نمایش اجرا می‌کرد. در ۲۰ اوت ۱۹۹۴ تایک حین اجرا در مرکز نیل بلیزدل، مربی‌اش آلن کمپبل را کشت و تیمارگرش را به شدت مجروح کرد. او سپس از صحنهٔ سیرک به خیابان‌های هونولولو گریخت تا این‌که با شلیک ۸۶ گلوله کشته شد.
تصاویر ویدئویی از حملهٔ او به مربیان و کشته شدنش ضبط و به‌صورت گسترده پخش شد. این تصاویر تایک را نشان می‌دهند که با یک کلاه احمقانهٔ صورتی بر سَر، تیمارگرش را مانند یک عروسک پارچه‌ای به این سو و آن سو پرتاب می‌کند و زمانی که مربی‌اش سعی می‌کند مداخله کند، درجا او را می‌کشد. تایک خشمگین از صحنهٔ سیرک به خیابان می‌گریزد و مردم وحشت‌زده از او فرار می‌کنند. سرانجام پلیس سر می‌رسد و شروع به تیراندازی می‌کند. این کار تا زمانی ادامه پیدا می‌کند که تایک در حالی که خونریزی شدید دارد روی یک ماشین سقوط می‌کند و می‌میرد.

## بازخورد
از زمان مرگ تایک با وجود این‌که منعی برای این‌کار وجود ندارد، هیچ فیلی در هونولولو برنامه اجرا نکرده‌است. در سال ۲۰۱۴ که سیرک بین‌المللی مسکو اعلام کرد به‌همراه حیوانات وحشی در آن شهر برنامه اجرا خواهد کرد، بنیاد مردمی رعایت اصول اخلاقی در برابر جانوران به مخالفت با آن تصمیم برخاست. پس از آن سخنگوی سیرک اعلام کرد که حیوانات از نمایش آن‌ها حذف خواهند شد و آن بنیاد در بیانیه‌ای از مسئولان سیرک قدردانی کرد. همان سال، بنیاد مردمی رعایت اصول اخلاقی در برابر جانوران، فیلمی کوتاه از آغاز تا پایان ماجرای سال ۱۹۹۴ منتشر کرد. آن‌ها از این فیلم به‌منظور متقاعد کردن سیرک‌ها برای پایان دادن به بهره‌کشی از حیوانات استفاده می‌کنند.
جرمی هَنس در مقاله‌ای در گاردین با اشاره به حافظهٔ خوب فیل‌ها این پرسش را مطرح کرده که آیا آن‌ها علاوه بر خاطرات خوب می‌توانند سوءاستفاده و درد را هم به‌خاطر بیاورند و آیا می‌توان برخی فیل‌ها را از لحاظ روانی آسیب‌دیده توصیف کرد؟ به عقیدهٔ او تایک مانند همهٔ فیل‌های سیرک، تمام زندگی‌اش در بند بود، با کامیون به جاهای مختلف منتقل می‌شد و برای اجرا کتک می‌خورد. تنها تصور او از آزادی زمانی بود که فرار می‌کرد و قبلاً هم دو بار آن کار را انجام داده بود.
به عقیدهٔ گی برَدشاو (روان‌شناس و بوم‌شناس آمریکایی) زمانی که به فیلم کشته‌شدن تایک به ویژه از منظر علمی نگاه می‌کنید، بسیار ناراحت‌کننده است؛ زیرا می‌دانید رفتاری که تایک نشان می‌دهد، رفتار موجودی است که به‌شکل باورنکردنی استرس دارد، کسی که بسیار آسیب دیده و بسیار ناراحت است. این رفتار کاملاً با منش فیل‌ها در تضاد است.

## میراث
گروه موسیقی هاردکور پانک من ایز د بسترد ترانهٔ «تایک» را در مورد شورش و عصیان‌گری یک فیل نوشته‌اند. این یکی از قطعه‌های آلبوم thoughtless‏ (۱۹۹۵) است.
گروه کریستین متال تورنیکت که به‌دلیل مواضع‌شان علیه حیوان‌آزاری شناخته شده‌اند، قطعهٔ «۸۶ گلوله» را در مورد تایک نوشته‌اند. این یکی از قطعه‌های آلبوم حمام خون پاکیزه (۲۰۱۲) آن‌هاست.
گروه هارد راک ایتی‌سیکس بولتس نام‌شان را از ۸۶ گلوله‌ای که به تایک شلیک شد گرفته‌اند. آن‌ها ترانهٔ «رگبار گلوله‌ها» را در مورد مرگ تایک نوشته‌اند که یکی از قطعات ئی‌پی فیل در اتاق (۲۰۱۷) است.
در سال ۲۰۱۵ نتفلیکس حق پخش فیلم مستند تایک فیل یاغی را که به حادثهٔ سال ۱۹۹۴ می‌پردازد خریداری کرد. این مستند را دو فیلم‌ساز استرالیایی به‌نام‌های سوزان لمبرت و استفان مور کارگردانی و تهیه کرده‌اند.